# Tréhorenteuc
Tréhorenteuc is een gemeente in het Franse departement Morbihan (regio Bretagne) en telt 110 inwoners (2009). De plaats maakt deel uit van het arrondissement Vannes.
Tréhorenteuc grenst aan het forêt de Paimpont. Voor de kerk van Tréhorenteuc staat een standbeeld van de abbé Gillard (1901-1979), de dorpspastoor die de keltische mythe van het woud van Brocéliande cultiveerde.

## Geografie
De oppervlakte van Tréhorenteuc bedraagt 5,5 km², de bevolkingsdichtheid is dus 20 inwoners per km².
De onderstaande kaart toont de ligging van Tréhorenteuc met de belangrijkste infrastructuur en aangrenzende gemeenten.

## Demografie
Onderstaande figuur toont het verloop van het inwonertal (bron: INSEE-tellingen).